# Cup of China de 2007
Cup of China de 2007 foi a quinta edição da Cup of China, um evento anual de patinação artística no gelo organizado pela Associação Chinesa de Patinação (em inglês:  Chinese Skating Association), e que fez parte do Grand Prix de 2007–08. A competição foi disputada entre os dias 8 de novembro e 11 de novembro, na cidade de Harbin, China.

## Eventos
- Individual masculino
- Individual feminino
- Duplas
- Dança no gelo

## Medalhistas
| Evento                        | Ouro                                             | Prata                                                | Bronze                                    |
| Individual masculino detalhes | Johnny Weir · Estados Unidos                     | Evan Lysacek · Estados Unidos                        | Stéphane Lambiel · Suíça                  |
| Individual feminino detalhes  | Kim Yu-Na · Coreia do Sul                        | Caroline Zhang · Estados Unidos                      | Carolina Kostner · Itália                 |
| Duplas detalhes               | Pang Qing · Tong Jian · China                    | Keauna McLaughlin · Rockne Brubaker · Estados Unidos | Jessica Miller · Ian Moram · Canadá       |
| Dança no gelo detalhes        | Tanith Belbin · Benjamin Agosto · Estados Unidos | Oksana Domnina · Maxim Shabalin · Rússia             | Federica Faiella · Massimo Scali · Itália |

## Resultados

### Individual masculino
| Pos.              | Nome               | Nacionalidade  | Pontos | PC         | PL          |
| ----------------- | ------------------ | -------------- | ------ | ---------- | ----------- |
| Medalha de ouro   | Johnny Weir        | Estados Unidos | 231.78 | 79.80 (2)  | 151.98 (1)  |
| Medalha de prata  | Evan Lysacek       | Estados Unidos | 229.36 | 81.55 (1)  | 147.81 (2)  |
| Medalha de bronze | Stéphane Lambiel   | Suíça          | 192.22 | 70.20 (3)  | 122.02 (3)  |
| 4                 | Sergei Davydov     | Bielorrússia   | 181.75 | 68.69 (4)  | 113.06 (8)  |
| 5                 | Alexander Uspenski | Rússia         | 179.94 | 60.90 (6)  | 119.04 (4)  |
| 6                 | Karel Zelenka      | Itália         | 171.03 | 57.19 (8)  | 113.84 (7)  |
| 7                 | Shawn Sawyer       | Canadá         | 170.94 | 63.41 (5)  | 107.53 (10) |
| 8                 | Jamal Othman       | Suíça          | 170.27 | 55.74 (9)  | 114.53 (5)  |
| 9                 | Wu Jialiang        | China          | 168.95 | 58.38 (7)  | 110.57 (9)  |
| 10                | Xu Ming            | China          | 167.51 | 53.36 (11) | 114.15 (6)  |
| 11                | Li Chengjiang      | China          | 159.52 | 53.50 (10) | 106.02 (11) |
| 12                | Ryo Shibata        | Japão          | 134.19 | 48.70 (12) | 85.49 (12)  |

### Individual feminino
| Pos.              | Nome             | Nacionalidade  | Pontos | PC         | PL         |
| ----------------- | ---------------- | -------------- | ------ | ---------- | ---------- |
| Medalha de ouro   | Kim Yu-Na        | Coreia do Sul  | 180.68 | 58.32 (3)  | 122.36 (1) |
| Medalha de prata  | Caroline Zhang   | Estados Unidos | 156.34 | 58.76 (2)  | 97.58 (2)  |
| Medalha de bronze | Carolina Kostner | Itália         | 143.86 | 60.82 (1)  | 83.04 (4)  |
| 4                 | Fumie Suguri     | Japão          | 137.13 | 44.76 (11) | 92.37 (3)  |
| 5                 | Júlia Sebestyén  | Hungria        | 136.60 | 55.46 (4)  | 81.14 (5)  |
| 6                 | Beatrisa Liang   | Estados Unidos | 127.42 | 46.44 (7)  | 80.98 (6)  |
| 7                 | Fang Dan         | China          | 124.58 | 45.88 (8)  | 78.70 (7)  |
| 8                 | Susanna Pöykiö   | Finlândia      | 124.00 | 48.48 (6)  | 75.52 (9)  |
| 9                 | Alissa Czisny    | Estados Unidos | 120.43 | 51.08 (5)  | 69.35 (11) |
| 10                | Xu Binshu        | China          | 119.63 | 45.74 (9)  | 73.89 (10) |
| 11                | Arina Martinova  | Rússia         | 117.38 | 40.54 (12) | 76.84 (8)  |
| 12                | Wang Yueren      | China          | 109.71 | 45.48 (10) | 64.23 (12) |

### Duplas
| Pos.              | Nome                                 | Nacionalidade  | Pontos | PC        | PL         |
| ----------------- | ------------------------------------ | -------------- | ------ | --------- | ---------- |
| Medalha de ouro   | Pang Qing / Tong Jian                | China          | 176.75 | 65.48 (1) | 111.27 (1) |
| Medalha de prata  | Keauna McLaughlin / Rockne Brubaker  | Estados Unidos | 154.66 | 59.22 (2) | 95.44 (2)  |
| Medalha de bronze | Jessica Miller / Ian Moram           | Canadá         | 137.30 | 50.46 (3) | 86.84 (3)  |
| 4                 | Zhang Yue / Wang Lei                 | China          | 126.78 | 48.32 (4) | 78.46 (5)  |
| 5                 | Li Jiaqi / Xu Jiankun                | China          | 125.08 | 46.24 (5) | 78.84 (4)  |
| 6                 | Maria Sergejeva / Ilja Glebov        | Estônia        | 113.68 | 36.40 (7) | 77.28 (6)  |
| 7                 | Dominika Piątkowska / Dmitri Khromin | Polônia        | 102.27 | 38.84 (6) | 63.43 (7)  |
| WD                | Mari Vartmann / Florian Just         | Alemanha       | —      | — (WD)    |            |

### Dança no gelo
| Pos.              | Nome                                | Nacionalidade  | Pontos | DC         | DO         | DL         |
| ----------------- | ----------------------------------- | -------------- | ------ | ---------- | ---------- | ---------- |
| Medalha de ouro   | Tanith Belbin / Benjamin Agosto     | Estados Unidos | 195.11 | 35.89 (2)  | 60.81 (2)  | 98.41 (1)  |
| Medalha de prata  | Oksana Domnina / Maxim Shabalin     | Rússia         | 188.66 | 38.77 (1)  | 62.20 (1)  | 87.69 (3)  |
| Medalha de bronze | Federica Faiella / Massimo Scali    | Itália         | 181.10 | 33.54 (3)  | 56.94 (3)  | 90.62 (2)  |
| 4                 | Alexandra Zaretski / Roman Zaretski | Israel         | 161.86 | 30.81 (4)  | 52.26 (4)  | 78.79 (4)  |
| 5                 | Sinead Kerr / John Kerr             | Reino Unido    | 152.99 | 29.52 (5)  | 48.93 (5)  | 74.54 (6)  |
| 6                 | Anna Zadorozhniuk / Sergei Verbillo | Ucrânia        | 150.18 | 27.04 (7)  | 47.51 (6)  | 75.63 (5)  |
| 7                 | Huang Xintong / Zheng Xun           | China          | 139.09 | 27.05 (6)  | 41.01 (8)  | 71.03 (7)  |
| 8                 | Zoé Blanc / Pierre-Loup Bouquet     | França         | 132.96 | 24.79 (8)  | 43.36 (7)  | 64.81 (8)  |
| 9                 | Guo Jiameimei / Meng Fei            | China          | 112.69 | 19.59 (10) | 35.07 (10) | 58.03 (9)  |
| 10                | Liu Lu / Suo Bin                    | China          | 108.78 | 20.25 (9)  | 35.14 (9)  | 53.39 (10) |

## Quadro de medalhas
| Ordem | País           | Medalha de ouro | Medalha de prata | Medalha de bronze |    | Ordem por total |
| ----- | -------------- | --------------- | ---------------- | ----------------- | -- | --------------- |
| 1     | Estados Unidos | 2               | 3                |                   | 5  | 1               |
| 2     | China          | 1               |                  |                   | 1  | 3               |
| 2     | Coreia do Sul  | 1               |                  |                   | 1  | 3               |
| 4     | Rússia         |                 | 1                |                   | 1  | 3               |
| 5     | Itália         |                 |                  | 2                 | 2  | 2               |
| 6     | Canadá         |                 |                  | 1                 | 1  | 3               |
| 6     | Suíça          |                 |                  | 1                 | 1  | 3               |
| TOTAL | TOTAL          | 4               | 4                | 4                 | 12 | —               |